# Hidas Attila Magor
Hidas Attila Magor (Budapest, 1973. augusztus 15.–) magyar ezoterikus tanító, író, festőművész, költő, gépészmérnök. 

## Pályafutása
Jelenleg Zala vármegyében, Gutorföldén lakik családjával. A hazai spirituális tanítás, irodalom egyik alakja. Emellett megjelentek versei és lakóhelyén saját galériával is rendelkezik. 
Korai életszakaszában rengeteg fájdalom és trauma érte, miknek következtében egy tragikus összeomlás következett be 35 éves korában. Egészsége, kapcsolatai, pénzügyi helyzete mind összeomlott. Több gyógyíthatatlannak tartott betegsége mellett olyan pszichikai állapotba került, hogy közel egy évig képtelen volt elhagyni otthonát. Az orvosok, ismerősök, szakértők mind lemondtak felépüléséről. Mivel egész addigi életében a tanulmányai, a sportolás, munkája, sikeres vállalkozása mellett szüntelenül az élet értelmét kereste, így egyedül sikerült egy teljesen új utat létrehozni, amely végül kivezette az összeomlásból. Helyreállította egészségét, újra el tudta hagyni otthonát, rendezte kapcsolatait, és új hivatásra lelt. 
Megnyugvás című könyvében az általa létrehozott elméletét foglalja össze, mely a világ és az élet működéséről szól. A könyvben a témákhoz kapcsolódóan szerepelnek illusztrációi és versei is. Tanításával igyekszik megcáfolni az ezotériában jelen lévő számtalan káros és haszontalan elméletet. Könyvében egy új és könnyen érthető irányzatot teremtett, mely másoknak is megnyugvást és egészségesebb életet hozhat. Élete számos területén bebizonyította elméletének a működését. Ezen felül megjelent verseskötete Elmúló esztendő címmel, és festőművészként is alkot. Festményei hagyományos témavilágokat ábrázolnak újszerűbb, sajátos köntösben. Egy újfajta festési stílust hozott létre, melynek az imprealizmus nevet adta. Számtalan egyéni és csoportos kiállítást követően hozta létre Hidas Galériáját. Élete történeteit novellák formájában veti papírra, és írt egy elbeszélő költeményt Regő címmel.

## Kötetei
- Megnyugvás; Aposztróf, Budapest, 2016
- Elmúló esztendő. Verseimből; Aposztróf, Budapest, 2024

## Riportok
- YouTube-videó. YouTube
- YouTube-videó. YouTube

## Kiállítások
- YouTube-videó. YouTube
- YouTube-videó. YouTube
- YouTube-videó. YouTube
- Szombaton nyílt meg Hidas Attila kiállítása
- Hidas Attila kiállítása
- https://www.zaol.hu/helyi-kultura/2022/02/onarckepek-portrek-is-lathatok-a-gutorfoldei-tarlaton

### Galéria megnyitó
- Ódon galéria képei

## Könyvbemutató
- Éljük meg bátran érzelmeinket
- Korosa Titanilla (2016): "Rátalált saját útjára", Zalai Hírlap, 72. évfolyam, 143. szám, 8-dik oldal